# 圣普瓦 (马耶讷省)
圣普瓦（法語：Saint-Poix，法語發音：[sɛ̃ pwa]）是法国马耶讷省的一个市镇，属于贡捷堡区。

## 地理
圣普瓦（47°57'55"N, 1°2'36"W）面积7.38 平方千米，位于法国卢瓦尔河地区大区马耶讷省，该省份为法国西北部内陆省份，北起芒什省和奧恩省，西接伊勒-维莱讷省，南至曼恩-卢瓦尔省，东临萨尔特省。
与圣普瓦接壤的市镇（或旧市镇、城区）包括：梅拉勒、屈耶、洛布里耶尔。

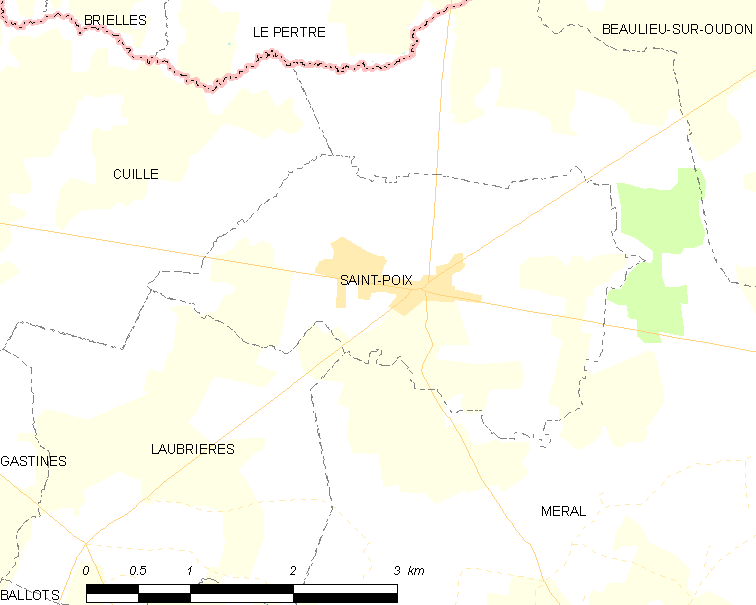
的OSM定位图

圣普瓦的时区为UTC+01:00、UTC+02:00（夏令时）。

## 行政
圣普瓦的邮政编码为53540，INSEE市镇编码为53250。

## 政治
圣普瓦所属的省级选区为科塞勒维维安县。

## 人口

1962-2008年间人口变化图示

圣普瓦于2022年1月1日时的人口数量为391人。